# Eoschubertella
Eoschubertella es un género de foraminífero bentónico de la subfamilia Schubertellinae, de la familia Schubertellidae, de la superfamilia Fusulinoidea, del suborden Fusulinina y del orden Fusulinida. Su especie tipo es Schubertella lata. Su rango cronoestratigráfico abarca el Moscoviense (Carbonífero superior).

## Discusión
Clasificaciones más recientes incluyen Eoschubertella en la superfamilia Schubertelloidea, y en la subclase Fusulinana de la clase Fusulinata.

## Clasificación
Eoschubertella incluye a las siguientes especies:
- Eoschubertella bluensis †
- Eoschubertella eokingi †
- Eoschubertella glendalensis †
- Eoschubertella inominensis †
- Eoschubertella lata †
- Eoschubertella mexicana †
- Eoschubertella minima †
- Eoschubertella mosquensis †
- Eoschubertella rotundaformis †
  - Eoschubertella rotundaformis ampla †
- Eoschubertella rotunlata †
- Eoschubertella subcylindrica †
- Eoschubertella toriyamai †